# Huntley (Gloucestershire)
Huntley is een civil parish in het bestuurlijke gebied Forest of Dean, in het Engelse graafschap Gloucestershire met 1105 inwoners.